# Eucnemesaurus
Eucnemesaurus is een geslacht van plantenetende saurischische dinosauriërs, behorend tot de groep van de Sauropodomorpha, dat tijdens het late Trias leefde in het gebied van het huidige Zuid-Afrika.

## Vondst en naamgeving
De typesoort Eucnemesaurus fortis werd in 1920 benoemd en beschreven door Egbert Cornelis Nicolaas van Hoepen. De geslachtsnaam is afgeleid van het Klassiek Griekse eu, "welgevormd", en knemè, "scheenbeen". De soortaanduiding betekent "sterk" in het Latijn.
De fossielen, holotype TrM 119, werden door Van Hoepen opgegraven bij Slabberts op de Zonderhoutboerderij, in een laag van de onderste Elliotformatie die stamt uit het Norien. Ze bestaan uit een wervel, de bovenkant van een schaambeen, een bovenkant van een dijbeen en twee scheenbeenderen.
Eucnemesaurus is later beschouwd als een jonger synoniem van Euskelosaurus of als een nomen dubium. In 2005 stelde Adam Yates echter dat het een valide taxon betrof en dat de vermeende theropode Aliwalia rex, waarvan men dacht dat die de grootste bekende vleesetende dinosauriër uit het Trias vertegenwoordigde, een chimaera was, bestaande uit een dijbeen van Eucnemesaurus en de kaak van een of ander lid van de Crurotarsi.
In 2015 werd een tweede soort benoemd: Eucnemesaurus entaxonis, gebaseerd op een nieuw, in verband gevonden, exemplaar, specimen BP/1/6234. De soortaanduiding verwijst naar de entaxonie: het verschijnsel dat de binnenste tenen sterker ontwikkeld zijn dan de buitenste. Deze soort onderscheidt zich van E. fortis in aanpassingen in de schacht van het dijbeen en de onderkant van het scheenbaan aan een dragende functie van de achterpoot.

## Beschrijving
Vermoedelijk had Eucnemesaurus de bouw van de Prosauropoda: een lange nek en staart maar wel lopend op twee poten. Dat laatste wordt wat onzeker gemaakt door de omvang van het dier: de resten wijzen op een lichaamslengte van zo'n tien à elf meter en het gewicht is geschat op anderhalf à twee ton.

## Fylogenie
Van Hoepen wees de soort toe aan de Plateosauridae. Friedrich von Huene maakte daar in 1941 de Melanorosauridae van. Yates stelde in 2006 dat het een lid was van de Riojasauridae wat hij bevestigde in 2015.